# DreamWorks Pictures
DreamWorks Pictures (také DreamWorks SKG nebo DreamWorks Studios) je název americké firmy, kterou založili hudební producent David Geffen (mj. Aerosmith, Cher, Guns N' Roses), dále bývalý Disneyův manažer Jeffrey Katzenberg a Steven Spielberg v roce 1994. V době, kdy stávající studia zanikala v nadnárodních koncernech, zapůsobilo založení čistě filmové produkční společnosti s kapitálovým vybavením odpovídajícím rozsahu koncernu a s již dříve úspěšným managementem jako signál. Nová firma s těžištěm v oblasti animovaného filmu hodlala působit ve stejné oblasti jako The Walt Disney Company, a to se jí také podařilo. Filmy jako Princ egyptský (1998), Slepičí úlet (2000) Shrek (2001), Madagaskar (2005), Kung Fu Panda (2008),Monstra vs Vetřelci (2009), Jak Vycvičit Draka (2010), Megamysl (2010), Turbo (2013), Trollové (2016)  a Zlouni (2022) sklidili kritický i divácký úspěch.

## Historie firmy

### Založení
Původní společnost byla založena po rezignaci Jeffreyho Katzenberga ze společnosti Walt Disney v roce 1994. Katzenberg oslovil Stevena Spielberga a Davida Geffena s žádostí o založení studia hraných a animovaných filmů, což se kvůli riziku a nákladům nestalo po celá desetiletí, ale všechny tři byly velmi úspěšné. Dohodli se na třech podmínkách: Natáčeli by méně než devět filmů ročně, mohli by pracovat pro jiná studia, pokud by se jim to líbilo, a včas by se vrátili domů na večeři. Oficiálně založili DreamWorks SKG 12. října 1994 s finanční podporou 33 milionů dolarů od každého ze tří partnerů plus 500 milionů dolarů od spoluzakladatele Microsoftu Paula Allena a 300 milionů dolarů od dědičky CJ Group Miky Lee, čímž CJ Group získala 11% podíl ve společnosti DreamWorks; Dohoda měla původně zahrnovat i distribuční práva na filmy DreamWorks v Asii s výjimkou Japonska, ačkoli CJ nakonec spravovala práva pouze pro Čínu, Jižní Koreu a Hongkong, přičemž všechna ostatní mezinárodní území spravovala United International Pictures (UIP). Jejich nové studio sídlilo v kancelářích na pozemku Universal Studios, ve stejném bungalovu jako Amblin Entertainment. Navzdory přístupu k ateliérům a kulisám DreamWorks preferovala natáčení filmů v terénu. Obvykle však společnost natáčela ve ateliéru nebo ve velkém studiu.
V prosinci 1994 byla založena společnost DreamWorks Television poté, co DreamWorks souhlasila se sedmiletým společným podnikem na televizní produkci se společnostmi Capital Cities/ABC v hodnotě 200 milionů dolarů. Společnost byla založena za účelem produkce seriálů pro vysílací sítě, kabelové vysílání a primární syndikaci, bez záruky prvního pohledu pro ABC, ale finanční pobídky zvýhodňovaly stanici. Jejich první seriál, Champions, byl naplánován jako náhrada za ABC v polovině sezóny. Dan McDermott byl jmenován generálním ředitelem divize v červnu 1995. Prvním úspěchem DreamWorks Television byl seriál Spin City na ABC, jehož mateřskou společnost v únoru 1996 koupila společnost The Walt Disney Company. V roce 2002 skončila dohoda o společném podniku DreamWorks s ABC. Tato dohoda byla nahrazena dohodou o vývoji s NBC s doložkou o prvním pohledu. V roce 2013 se DreamWorks Television sloučila s Amblin Television.
V roce 1995 se k novému studiu připojili tradiční animátoři ze společnosti Amblimation, což vedlo k tomu, že DreamWorks koupila část společnosti Pacific Data Images (PDI), která se specializuje na vizuální efekty, a v roce 2000 ji přejmenovala na PDI/DreamWorks. Obě byly softwarovými divizemi a později se sloučily. V té době už DreamWorks měla tradiční animátory pracující pro své animační oddělení a počítačoví animátoři pracovali na filmech s počítačovou grafikou. Společnost Amblimation byla v roce 1997 uzavřena, což vedlo její zaměstnance k přechodu do DreamWorks Animation. Ve stejném roce byla založena společnost DreamWorks Interactive, vývojář počítačových a videoher a společný podnik společností DreamWorks a Microsoft. 24. února 2000 společnost Electronic Arts (EA) oznámila akvizici společnosti DreamWorks Interactive a sloučila ji s EA Pacific a Westwood Studios, čímž vznikla společnost EA Los Angeles, později Danger Close Games.
V červnu 1995 společnost DreamWorks oznámila, že podepsala smlouvu v hodnotě 1 miliardy dolarů se společností MCA Inc. (tehdejší mateřskou společností Universal Pictures) na distribuci jejích kinoverzí v jiných zemích a domácích videoverzí po celém světě po dobu 10 let, přičemž samotná DreamWorks je bude pro společnost distribuovat jako filmová produkční společnost v Americe. MCA také koupila 2% podíl ve společnosti za 54 milionů dolarů.
V roce 1996 byla založena nahrávací společnost společnosti DreamWorks Records, jejímž prvním projektem bylo album Older od George Michaela. První kapelou, která podepsala smlouvu s labelem, byla skupina eels, která v témže roce vydala své debutové album Beautiful Freak. Nahrávací společnost však nikdy nenaplnila očekávání a v říjnu 2003 byla prodána společnosti Universal Music Group, která label provozovala pod názvem DreamWorks Nashville. Tento label byl v roce 2005 uzavřen, když jeho vlajková loď, umělec Toby Keith, odešel a založil si vlastní label.
V roce 1997 uvedla společnost DreamWorks Pictures své první tři celovečerní filmy: Mírotvorce, film o terorismu; Amistad, Spielbergův první film pro toto studio o povstání afrických otroků a jeho následcích; a Lov na myš, první rodinný film studia o dvou bratrech, kteří se snaží bojovat s zlomyslnou myší.
V roce 1998 odvolací soud Spojených států 9. obvodu potvrdil žalobu proti DreamWorks za porušení ochranné známky společností Dreamworks Production Group, Inc., která se specializuje především na konvence Star Treku. Ve stejném roce společnost DreamWorks Animation vytvořila své první celovečerní animované filmy Mravenec Z a Princ egyptský, které distribuovala společnost DreamWorks Pictures. DreamWorks Pictures pokračovala v distribuci produkce DreamWorks Animation prostřednictvím své distribuční společnosti až do roku 2004.
V roce 2000 plánovala společnost DreamWorks výstavbu studia po zakoupení 1 087 akrů pozemku v oblasti Playa Vista v Los Angeles. Mělo tam být 18 zvukových pódií, mnoho kancelářských budov a jezero. Měly zde být také nové domy, školy, kostely a muzea. Projekt měl být dokončen v roce 2001, ale byl z finančních důvodů zrušen. Počínaje rokem 1999 získala společnost DreamWorks tři po sobě jdoucí ceny Akademie za nejlepší film za filmy Americká krása, Gladiátor a Čistá duše (poslední dva byly koprodukcí s Universal Pictures). Společnost DreamWorks se stala prvním novým významným hollywoodským filmovým studiem od založení společnosti RKO Pictures v roce 1928. V roce 2000 byla založena divize společnosti Go Fish Pictures, jejímž cílem je distribuovat artové, nezávislé a zahraniční filmy. Divize zaznamenala úspěch s anime filmy Millennium Actress (2003) a Ghost in the Shell 2: Innocence (2004), což ji vedlo k vydání hraných filmů, včetně filmu Generace X. Generace X však byl komerčním i kritickým neúspěchem, což vedlo DreamWorks k uzavření divize v roce 2007 krátce po uvedení japonského filmu Casshern: První samuraj nového věku. V roce 2002 DreamWorks podepsala smlouvu se společností In Demand.
V období od 1. října 2004 do 31. ledna 2006 distribuovala společnost DreamWorks Pictures své filmy v severoamerickém domácím kině a na celosvětovém televizním trhu, přičemž mezinárodní kino a celosvětovou domácí zábavní distribuci zajišťovala společnost Universal Pictures. 27. října 2004 byla společnost DreamWorks Animation vyčleněna do samostatné veřejně obchodované společnosti.
David Geffen připustil, že DreamWorks se dvakrát ocitlo na pokraji bankrotu. Pod Katzenbergovým vedením studio utrpělo ztrátu 125 milionů dolarů na Sindibád: Legenda sedmi moří a také nadhodnotilo poptávku po DVD po Shrekovi 2 s 5 miliony neprodaných DVD. V roce 2005 byl z jejich dvou velkorozpočtových filmů vytvořen Válka světů ve spolupráci s Paramount Pictures, která jako první dosáhla významného zisku, zatímco Ostrov propadl v domácích kinech, ale mezinárodně se mu podařilo dosáhnout zisku prostřednictvím Warner Bros. Pictures.

### Vlastnictví společnosti Paramount
V prosinci 2005 původní Viacom, tehdejší mateřská společnost Paramount Pictures, souhlasil s koupí hraného studia, přičemž si zachoval původní název a název pro produkci/distribuci. Hodnota transakce byla přibližně 1,6 miliardy dolarů, což zahrnovalo zhruba 400 milionů dolarů na převzatých dluzích. Akvizice hraného studia DreamWorks byla dokončena druhou iterací Viacomu, který se od původního studia oddělil nedávno na konci roku 2005, 1. února 2006.
Dne 17. března 2006 Viacom souhlasil s prodejem kontrolního podílu v knihovně hraných filmů DreamWorks Pictures společnostem Soros Strategic Partners a Dune Entertainment II. Filmová knihovna byla oceněna na 900 milionů dolarů. Paramount Pictures si ponechal celosvětová distribuční práva k těmto filmům, stejně jako různá doplňková práva, včetně hudebního vydávání (práva na hudební vydávání byla později licencována společnosti Sony/ATV Music Publishing, když společnost získala divizi Famous Music společnosti Viacom), pokračování a merchandisingu. Prodej byl dokončen 8. května 2006.[28] 8. února 2010 společnost Viacom odkoupila Sorosův kontrolní podíl v knihovně DreamWorks Pictures za přibližně 400 milionů dolarů.

### Společný podnik Reliance-Spielberg a distribuce Disney
V červnu 2008 se objevily zprávy, že DreamWorks hledá financování, které by jí umožnilo pokračovat v provozu, ale jako nezávislé produkční společnosti, poté, co později v témže roce skončila její smlouva s Paramountem. Osloveno bylo několik veřejných akciových fondů s žádostí o financování, včetně Blackstone Group, Fuse Global, TPG Capital a několika dalších, ale všechny od dohody upustily vzhledem k jejich znalostem hollywoodských trhů. 22. září 2008 bylo oznámeno, že DreamWorks uzavřela dohodu s indickou investiční firmou Reliance Anil Dhirubhai Ambani Group o vytvoření samostatné produkční společnosti v hodnotě 1,2 miliardy dolarů a ukončení vazeb s Paramountem. V lednu 2009 Spielberg uzavřel licenční smlouvu se společností DreamWorks Animation na používání ochranných známek, loga a názvu DreamWorks pro filmové produkce a uvedení na trh.
Dne 9. února 2009 uzavřela společnost DreamWorks Pictures dlouhodobou distribuční smlouvu na 30 filmů se společností Walt Disney Studios Motion Pictures, podle níž by filmy DreamWorks byly vydávány prostřednictvím společnosti Touchstone Pictures, přičemž Disney by pobíralo 10% distribuční poplatek. Dohoda zahrnovala také spolufinancování prostřednictvím půjčky ve výši 175 milionů dolarů od Walt Disney Studios společnosti DreamWorks na produkci a přístup k časovým slotům v rámci dohody o placené televizi mezi Disney a Starz. K dohodě údajně došlo poté, co jednání s Universal Pictures skončila jen několik dní předtím. DreamWorks získala od společnosti Reliance Entertainment 325 milionů dolarů a v roce 2009 získala dalších 325 milionů dolarů na dluh. 18. srpna 2009 podepsaly společnosti DreamWorks a Reliance tříletou smlouvu na 825 milionů dolarů na až šest filmů ročně.
Filmy studia DreamWorks z roku 2011, jako Já jsem číslo čtyři, Kovbojové a vetřelci a Noc hrůzy, propadly, zatímco filmy Služka, Ocel a Spielbergův Válečný kůň zaznamenaly v kinech úspěch. To DreamWorks natolik finančně vyčerpalo, že v roce 2011 DreamWorks hledal další financování od společnosti Reliance. Reliance 10. dubna 2012 investovala 200 milionů dolarů. Podle dohody DreamWorks Pictures omezila produkci na tři filmy ročně a hledala spolufinancovatele pro velkorozpočtové filmy, jako například 20th Century Fox, která spolufinancovala a zajišťovala mezinárodní distribuci filmů Lincoln a Most špiónů. DreamWorks nadále nechávala Disney distribuovat a prodávat své filmy. 29. srpna 2012, po opětovném projednání dohody s Disney, DreamWorks uzavřela dohodu se společností Mister Smith Entertainment o mezinárodní distribuci svých filmů, zatímco Disney bude pokračovat v distribuci v Severní Americe, Latinské Americe, Austrálii, Rusku a některých teritoriích v Asii.

### Amblin Partners se vrací do Universalu
2. září 2015 se objevily zprávy, že DreamWorks a Disney neobnoví svou distribuční smlouvu, která měla vypršet v srpnu 2016, přičemž film Světlo mezi oceány měl být uveden v září jako poslední film DreamWorks distribuovaný společností Disney v rámci původní distribuční smlouvy. Během této doby DreamWorks jednala s Universal Pictures o distribuci svých připravovaných filmů. Smlouva, která Spielbergovi umožňovala licencovat název a logo DreamWorks od Jeffreyho Katzenberga DreamWorks Animation, měla vypršet 1. ledna 2016, což vedlo ke spekulacím médií, že Spielberg smlouvu neobnoví. Společnost Disney si ponechala filmová práva ke čtrnácti filmům studia DreamWorks, které vydala, a 11. prosince 2015 získala autorská práva na „DreamWorks II Distribution Co. LLC“ od společností DreamWorks a Reliance.
16. prosince 2015 se Spielberg, Reliance, Entertainment One a Participant Media spojily a založily produkční společnost Amblin Partners, čímž se DreamWorks stal značkou pro filmy s tematikou pro dospělé produkované pod novou společností. Kromě DreamWorks by nová společnost produkovala filmy také pod hlavičkou Amblin Entertainment a Participant. Ve stejný den společnost Amblin Partners oznámila pětiletou distribuční smlouvu se společností Universal, podle níž by filmy společnosti distribuovala a prodávala buď hlavní značka Universal, nebo její specializovaná značka Focus Features. Dívka ve vlaku byla prvním filmem uvedeným na základě nové smlouvy, ačkoli několik filmů, jako například Duch ve skořápce a Pošta, uvedly společnosti Paramount Pictures a 20th Century Fox.

## DreamWorks Home Entertainment
DreamWorks Home Entertainment byla divizí domácích médií společnosti DreamWorks Pictures a zároveň zástavbou pro další divize domácích médií, založená 10. března 1998. Její filmy byly nejprve distribuovány společností Universal Pictures Home Entertainment (tehdy známou jako Universal Studios Home Entertainment a zpočátku mezinárodně prostřednictvím CIC Video). Poté, co DreamWorks Pictures 1. února 2006 koupila společnost Paramount Pictures, byla DreamWorks Home Entertainment sloučena s Paramount Home Entertainment a začala fungovat jako značka pro filmy vydávané pod zástavou hraných filmů DreamWorks, dokud nebyla v roce 2009 uzavřena, poté co se DreamWorks oddělila od Paramountu a stala se nezávislou společností.
Jejich vydání v současné době distribuuje společnost Paramount Home Entertainment pro katalog DW Studios, LLC (některé katalogy – včetně Small Soldiers – jsou v současné době licencovány v zahraničí, včetně Spojeného království) a Studio Distribution Services, společný podnik společností Universal Pictures Home Entertainment a Warner Bros. Home Entertainment, prostřednictvím UPHE pro katalogy Storyteller Distribution Co., LLC a DreamWorks Animation, kteří tyto katalogy vydávali na domácím videu v letech 2016 až 2021 a 1999 až 2006/2019 až 2021, a prostřednictvím distribuční smlouvy se společností Sony Pictures Home Entertainment pro katalog DreamWorks II Distribution Co., LLC prostřednictvím společnosti Walt Disney Studios Home Entertainment, která tento katalog vydala na domácím videu velmi krátce v roce 2024 poté, co jej Disney vydávala v letech 2011 až 2024. Ve 3. čtvrtletí roku 2025 byl starý katalog hraných filmů DreamWorks Pictures po sloučení společností Paramount a Skydance navždy kompletně převeden z Paramountu a Disney pod Universal Pictures.